# Luis Antonio Planes

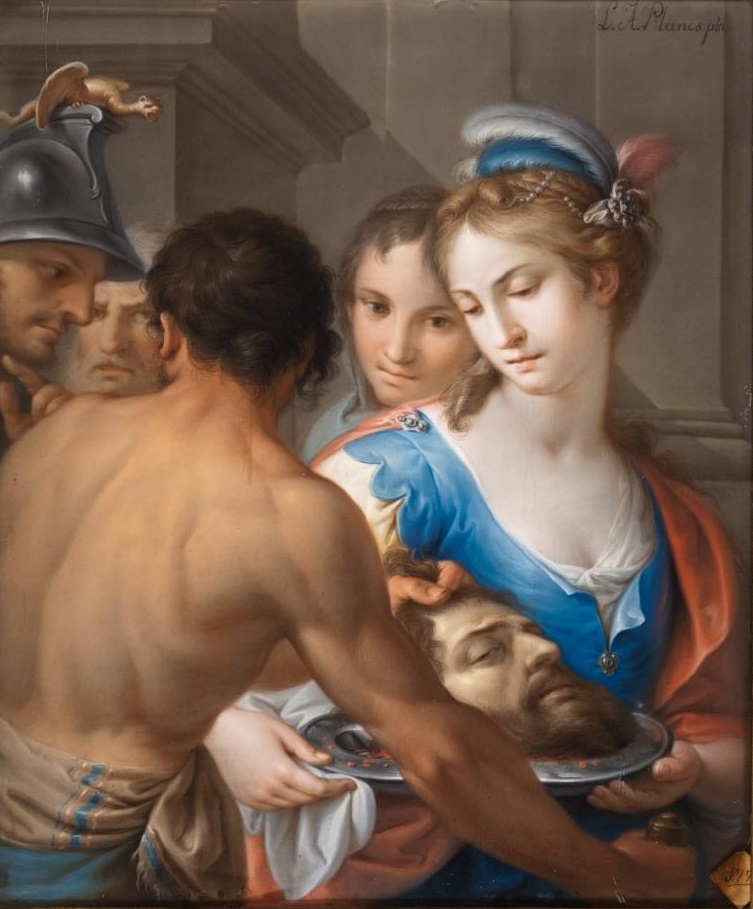
Salomé con la cabeza del Bautista, 66,50 x 55 cm, Madrid, Real Academia de Bellas Artes de San Fernando.

Luis Antonio Planes (Valencia, 1742-1821) fue un pintor español al óleo y al fresco, director de la Real Academia de San Carlos de Valencia y teniente director de pintura de la de San Fernando de Madrid, con ejercicio desde el 6 de noviembre de 1774.

## Biografía
Hijo del grabador Tomás Planes y padre del también pintor Luis Planes menor, fue discípulo de José Camarón. Formado en la Real Academia de Bellas Artes de San Fernando de Madrid, en 1763, con veintiún años, obtuvo el primer premio de primera clase de pintura. El cuadro premiado, que según las normas del concurso para la «prueba de pensado», debía consistir en una representación al óleo de la continencia de Escipión, no se ha conservado como tampoco el dibujo de Sansón y Dalila de la prueba «de repente». De regreso a Valencia fue nombrado teniente director de pintura de la Academia de San Carlos en febrero de 1766 y en 1799, a la muerte de José Vergara, director actual de pintura de la misma Academia, de la que sería también director general en dos ocasiones.
Entre las pinturas al fresco de Planes se cuentan las de la bóveda de la iglesia y trasagarario de la Cartuja de Porta Coeli, la cúpula y pechinas del camarín de Nuestra Señora de Gracia de la iglesia de San Miguel Arcángel en Altura, retablo y pinturas murales de la capilla de Comunión de la parroquia de Rubielos de Mora o las pinturas murales de la capilla de la Comunión en la parroquia de San Pedro Apóstol de Buñol. Un Bautismo de Cristo, fechado en 1792, pintó para la capilla del baptisterio de la catedral de Palma de Mallorca, en competencia con el Bautismo de Cornelio pintado por José Camarón y el de Clodoveo obra de José Vergara Gimeno. Trabajó también para las catedrales de Valencia y de Segorbe donde subsiste un cuadro de la Última Cena, pintado al óleo para el altar mayor, que habría sido su último trabajo, concluido con cerca de ochenta años.